# Elaphoglossum latum
Elaphoglossum latum är en träjonväxtart som först beskrevs av John T. Mickel, och fick sitt nu gällande namn av Atehortua och John T. Mickel. Elaphoglossum latum ingår i släktet Elaphoglossum och familjen Dryopteridaceae. Inga underarter finns listade.